# Tapocyon
Tapocyon — вимерлий рід хижоподібних ссавців. Tapocyon вперше був виявлений в окрузі Вентура, коли частина щелепи була знайдена в 1930-х роках. Скам'янілість Tapocyon robustus була знайдена в Оушенсайді, Каліфорнія. Тварина була розміром з койота і, як вважають, добре лазила по деревах, де проводила багато часу.